# Burtia rubella
Burtia rubella är en fjärilsart som beskrevs av Augustus Radcliffe Grote 1866. Burtia rubella ingår i släktet Burtia och familjen björnspinnare. Inga underarter finns listade i Catalogue of Life.